# 汉娜·威尔金森
汉娜·莉莲·威尔金森（英語：Hannah Lilian Wilkinson；1992年5月28日—），新西兰女子足球运动员，司职前锋，目前效力于新西兰国家女子足球队。她曾代表新西兰参加2020年夏季奥林匹克运动会女子足球比赛和2023年国际足联女子世界杯等多场国际赛事。